# Marechal Deodoro (Alagoas)
Marechal Deodoro é um município brasileiro do estado de Alagoas. Foi a primeira capital de Alagoas e a cidade onde nasceu Manuel Deodoro da Fonseca, Marechal do Exército Brasileiro que liderou o golpe que proclamou a República e foi o primeiro presidente do Brasil. O município faz parte da Região Metropolitana de Maceió.
É conhecida pelas construções de valor histórico, como igrejas, casarões, entre outras edificações.
A população, de acordo com estatísticas do IBGE em 2022, foi de 60 370 habitantes, sendo a 5ª (quinta) cidade mais populosa de Alagoas.

## História
Foi fundada em 5 de agosto de 1591 com o nome de povoado de Vila Madalena do Sumaúma. Servia para proteger o pau-brasil do contrabando e da ação de piratas e outros. O município foi criado em 12 de abril de 1636, passou a ser denominada de Vila Santa Madalena da Lagoa do Sul.
Em 16 de setembro de 1817 passou a ser a capital da capitania de Alagoas, criada nesse ano, sendo o nome da vila alterado para Alagoas da Lagoa do Sul. Em 08 de março de 1823 foi elevada a cidade.
A capital da província de Alagoas passou para Maceió em 1839. Cem anos depois, em 1939 o nome da cidade foi mudado para o atual, em homenagem ao filho ilustre Marechal Manuel Deodoro da Fonseca, alagoano que proclamou a república e se tornou o primeiro presidente do Brasil, nascido na cidade em 5 de Agosto de 1827.
Em 16 de setembro de 2006, dia da emancipação política de Alagoas, foi considerada pelo Ministério da Cultura como Patrimônio histórico nacional, em virtude do seu passado e de ter sido berço do Marechal Manuel Deodoro da Fonseca, proclamador da República Brasileira.
Atualmente o IPHAN está restaurando as igrejas de Marechal Deodoro.

### Origem
Depois do descobrimento do Brasil pelos portugueses, os franceses começaram a se interessar pelo pau-brasil. Aportaram, então, numa praia perto da mata, onde hoje está situada a Praia do Francês, e passaram a contrabandear a madeira com a ajuda dos índios Caetés.
Com o objetivo de defender a sua nova colônia, a Coroa Portuguesa dividiu o país em 15 lotes, ou Capitanias Hereditárias, que eram entregues a donatários que tinham o direito de guardá-la militarmente, fundar vilas e povoados. Tinham a obrigação, porém, de pagar impostos à Coroa.
Coube a Duarte Coelho Pereira a Capitania de Pernambuco, que continha o território do que hoje é o Estado de Alagoas.
O donatário, resolvendo pôr fim ao contrabando do pau-brasil, combateu os franceses e todos os índios que os ajudaram, fazendo, desta forma, inimizade com os Caetés.
Em 1554, acreditando tudo estar sob controle, Duarte Coelho foi a Portugal, vindo a falecer lá. Quando tomaram conhecimento da morte do donatário, os Caetés começaram a atacar os povoados. Atribuí-se a esse contexto o episódio em que os índios antropófagos mataram e comeram o Bispo D. Pero Fernandes Sardinha, que tinha naufragado no Rio Coruripe.

### Capitania dividida em Sesmarias
A Capitania começou a desenvolver-se com o plantio de cana-de-açúcar, o que levou ao aparecimento de muitos engenhos. Em pouco tempo foi necessário reordenar a capitania, dividindo-a em sesmarias.
A Sesmaria de Madalena ficou sob a responsabilidade de Diogo de Melo e Castro, e tinha os seguintes limites: cinco léguas do litoral da Pajuçara, ao Porto do Francês, com sete léguas de frente a fundos para o Sertão e mais quatro léguas da boca do Rio Paraíba.
Mas, não cumprindo as regras de povoamento da sesmaria em cinco anos, o primeiro sesmeiro perdeu a concessão, sendo substituído por Diogo Soares da Cunha. Esse fundou a vila denominada Madalena de Subaúma, deixou-a aos cuidados do Capitão-mor Henriques de Carvalho, e voltou para Portugal. Foi então que seu filho, Gabriel Soares da Cunha, assumiu a chefia do patrimônio, com o título de Alcaide-mor de Madalena.
A vila começou a desenvolver-se onde hoje é o bairro de Taperaguá, uma planície em volta ao Rio Sumaúma e a Lagoa Manguaba. Um lugar de visão privilegiada permitia que o inimigo fosse vigiado.
Em 1630, os holandeses invadiram a Capitania de Pernambuco, mas mesmo assim a sesmaria de Madalena de Subaúma crescia, tendo a agricultura como principal fator de desenvolvimento. Muitos engenhos surgiam e já era fabricado e exportado o açúcar da região. Neste cenário, o quarto Donatário da Capitania de Pernambuco, Duarte de Albuquerque Coelho, criou a Vila de Santa Maria Madalena da Lagoa do Sul.

### Independência
Esta comarca teve 17 ouvidores, sendo o último António José Ferreira Batalha, o temido Ouvidor Batalha. Devido à sua administração, o Rei D. João VI assinou o Decreto Régio que separou politicamente Alagoas de Pernambuco, no dia 16 de Setembro de 1817.
A situação econômica da recém-criada capitania destacava duas vilas: a de Alagoas da Lagoa do Sul (atual Marechal Deodoro) e Maceió.
Em 8 de Março de 1823, num cenário de lutas para consolidar a independência do Brasil, a Vila de Alagoas recebeu o foral de cidade e passou a ser sede da capital da Província, sendo o primeiro Presidente Nuno Eugênio Lóssio e Seiblitz.
Em abril de 1838, Agostinho da Silva Neves assumiu o governo da Província e, no ano seguinte, transferiu o cofre do tesouro para Maceió. Era o início da mudança de capital. No dia 9 de dezembro de 1839, foi sancionada a resolução legislativa 11, determinando como capital Maceió.

## Cultura

### Museu
O Museu Marechal Deodoro da Fonseca expõe peças e documentos que pertenceram a Deodoro da Fonseca.

### Biblioteca
A Biblioteca Municipal Dr Tavares Bastos está na lista do Sistema Nacional de Bibliotecas Públicas, do Ministério da Cultura.

## População[8]
- População (2022): 60.370 pessoas
- Densidade demográfica (2022): 177,05 hab/km²

População nos últimos 14 anos
| Ano  | População* |
| ---- | ---------- |
| 2008 | 46.565     |
| 2009 | 47.623     |
| 2010 | 45.977     |
| 2011 | 46.753     |
| 2012 | 47.504     |
| 2013 | 49.853     |
| 2014 | 50.512     |
| 2015 | 51.132     |
| 2016 | 51.715     |
| 2017 | 52.260     |
| 2018 | 51.364     |
| 2022 | 60.370     |

*Números de 2022 obtidos do censo demográfico do Brasil de 2022, todos os outros são estimativas.

## Rodovias
- Rodovia Divaldo Suruagy (AL-101 Sul)
- Rodovia Edival Lemos Santos (AL-2189)
- BR-424 entre BR-316/AL-10

## Emprego e renda
A cidade de Marechal Deodoro tem como principais fontes de renda e geração de empregos as indústrias da Cadeia Produtiva da Química e do Plástico implantadas em seu distrito industrial, usina sucroalcooleira, varejo, artesanato, pesca e o turismo.

### Turismo
O turismo é fonte de emprego e renda da cidade, considerada uma das mais belas do litoral alagoano, contando com diversos atrativos turísticos principalmente no litoral como a Praia do Francês, a Praia do Saco da Pedra e a Prainha, assim como a orla da Lagoa Manguaba.
O povoado Massagueira é considerado polo gastronômico de Alagoas — às margens da lagoa Manguaba localizam-se os restaurantes da região.

### Usina Sumaúma
É o segundo engenho de açúcar mais antigo do grupo Toledo. Preparada para moagem cerca de 6.200 toneladas de cana-de-açúcar por dia, produz açúcares do tipo VHP e cristal e álcool anidro, hidratado e refinado.

### Polo Multifabril Industrial José Aprígio Vilela
O Polo Multifabril Industrial José Aprígio Vilela situa-se na Rodovia Divaldo Suruagy (BR-424), km 12, no distrito industrial.
O polo industrial conta com diversas indústrias da cadeia produtiva da química e do plástico, e se expande atualmente na Cadeia Produtiva da Cerâmica (CPC) e na área tecnológica, com a produção de cabos de fibra óptica.
O local, que antes da industrialização era ocupado pelo cultivo da cana-de-açúcar, possui parte de sua área destinada às indústrias com 17 empresas que, juntas, são responsáveis pela geração de 2.500 empregos diretos. Calculando-se os postos criados indiretamente, são 10 mil empregos. O polo possui uma área destinada à reserva e preservação ambiental e uma central integrada de efluentes líquidos e resíduos.

## Subdivisões[13]
Marechal Deodoro é dividida em 20 bairros e 11 loteamentos, além de vilas.

### Bairros
- Baixa da Sapa
- Barra nova
- Barro Vermelho
- Cabreiras
- Cajazeiras
- Cajueiro
- Carmo
- Centro
- Fazenda Barreiros
- Francês
- Gislene Matheus
- Massagueira
- Matriz
- Mucuri
- Pedras
- Poeira
- Porto Grande
- Santa Rita
- Taperaguá
- Tuquanduba

### Loteamentos
- Lot. Dênissom Amorim
- Lot. El Dourado
- Lot. Encontro do Mar
- Lot. João de Deus
- Lot. Massagueira
- Lot. Porto Manguaba
- Lot. São José
- Lot. Cajazeiras
- Lot. Terra dos marechais
- Lot. Veleiros
- Lot. Veleiros do Francês
- Lot. Village